# Dominikanska Republika
Dominikanska Republika (Dominikana), država u Karipskom moru. Zauzima dvije trećine istočnoga dijela otoka Hispaniola i graniči s Haitijem. Dominikansku Republiku često miješaju s Dominikom, također državom u Karipskom moru.

## Povijest
Otok Hispaniola otkrio je Kristofor Kolumbo 1492. Narod Arawak, koji je naseljavao otok, ubrzo je istrijebljen. Od 1503. Španjolci dovoze na otok crnce, robove. Francuzi i Španjolci su 1697. podijelili otok. 1795. godine Španjolska se odrekla svog dijela otoka. Jean Pierre Boyer pod svojom vlašću 1822. – 1844. ujedinio je cijeli otok Hispaniola, da bi se 1844. Dominikanska Republika, gdje su u većini bili mulati, se ponovno odvojila. Od 1930. do 1961., diktatorski je vladao Rafael Leonidas Trujillo, sve dok nije ubijen u atentatu 1965. SAD su vojnom intervencijom spriječili da izabrani predsjednik Juan Bosch Gavino zavlada. Rezultat američkog upletanja bila je diktatura Joaquina Vidella Balaguere od 1966. do 1978.

## Politika
Dominikanska Republika se dijeli na 31 provinciju i jedan distrikt (Santo Domingo). Predsjednik republike je i šef države i predsjednik vlade. Predsjednik i potpredsjednik se biraju svake 4 godine. Prvi predsjednik bio je Pedro Santana izabran 1844. godine.	Buenaventura Báez bio je predsjednik u pet mandata, Pedro Santana, Ulises Heureaux i Leonel Fernández u tri mandata. Trenutni predsjednik je Danilo Medina izabran na izborima 2012. godine.

## Provincije
Dominikanska Republika je podijeljena na trideset i jednu provinciju, dok je glavni grad, Santo Domingo nacionalni distrikt (španjolski: Distrito Nacional). Provincije su prva razina administrativne podjele zemlje.

## Zemljopis
Glavni i najveći grad je Santo Domingo. Dominikanska Republika ima kopnenu granicu samo s Haitijem.

## Gospodarstvo
Ekonomija se uglavnom oslanja na turizam. Nezaposlenost je 1999. bila 13,8%.

## Demografija
Od ranih šezdesetih godina XX. st. velik je broj stanovnika iselio u Sjedinjene Američke Države.
Dobna struktura: 
- 0 – 14 godina: 34 % (muški 1.486.902; žene 1.422.977)
- 15 – 64 godina: 61 % (muški 2.609.934; žene 2.518.330)
- 65 godina i više: 5 % (muški 192.254; žene 212.136) (2000., približno.)

- Prirodni prirast:1,64 % (2000., približno)

## Kultura
U Dominikanskoj Republici glavna vjera je katoličanstvo, a vjerska tolerancija je velika.

### Jezici
Dominikanska Republika ima 4 jezika, od kojih je španjolski nacionalni s 6,890.000 govornika (1995.). Ostala 3 jezika od kojih je jedan znakovni su: haićanski temeljen na francuskom 159.000 (1987.), engleski 8000 (Holm 1989) i dominikanski znakovni jezik kojim se služi nepoznati broj gluhih osoba.

## Razno
- Komunikacije u Dominikanskoj Republici
- Prijevoz u Dominikanskoj Republici
- Oružane snage Dominikanske Republike
- Vanjski poslovi Dominikanske Republike
- Dominikanska kuhinja

## Vanjske poveznice
- Missions Atlas Project Area of the World Country (Dominikanska Republika)  Arhivirana inačica izvorne stranice od 19. kolovoza 2011. (Wayback Machine)